# سراب کلک
سراب کلک، روستایی از توابع بخش گچی شهرستان ملکشاهی در استان ایلام ایران است.

## جمعیت
این روستا در دهستان گچی قرار دارد و براساس سرشماری مرکز آمار ایران در سال ۱۳۸۵، جمعیت آن ۵۷ نفر (۹خانوار) بوده‌است.